# Pierre Jansen

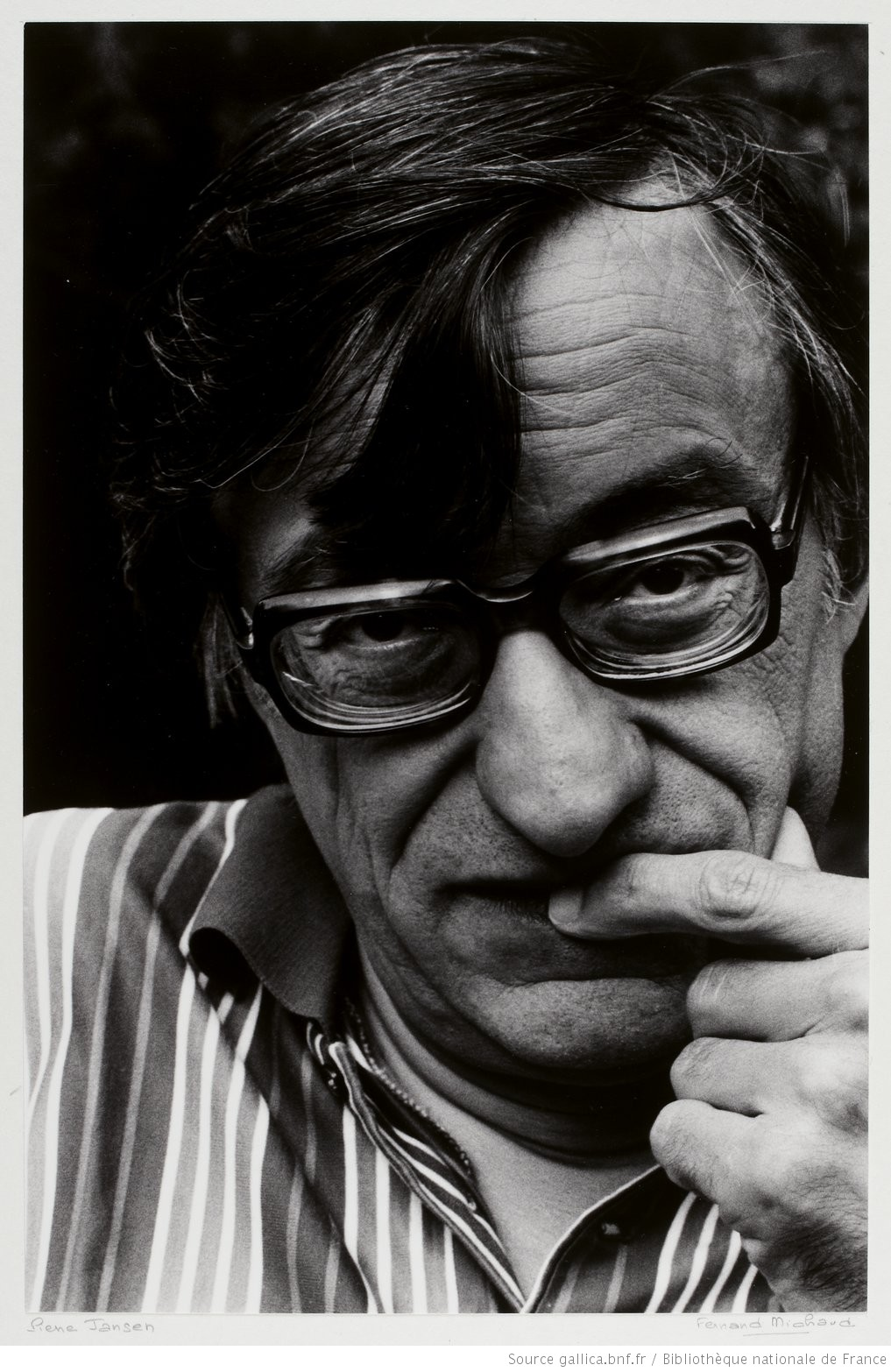
Pierre Jansen

Pierre Georges Cornil Jansen (* 28. Februar 1930 in Roubaix; † 13. August 2015 in Saint-Pierre-Saint-Jean) war ein französischer Komponist, der vor allem durch seine Zusammenarbeit als Filmkomponist mit dem Regisseur Claude Chabrol bekannt wurde. Er komponierte die Musik für über 70 Kino-, TV-Filme und Mini-Serien, aber auch Orchesterwerke, Kammermusik und Stücke für Klavier solo.

## Leben und Wirken
1930 in der französischen Stadt Roubaix geboren, belegte Pierre Jansen am Musikkonservatorium seiner Heimatstadt Kurse in Klavier, Harmonielehre und Kontrapunkt, später unter der Leitung von André Souris auch Kompositions- und Orchesterlehre am Königlichen Musikkonservatorium Brüssel. Ab 1953 folgten noch zusätzlich Seminare in Deutschland bei den Darmstädter Ferienkursen für Neue Musik. In den darauffolgenden Jahren studierte er intensiv unter Aufsicht von Olivier Messiaen.
1958 entstand unter der Leitung von Bruno Maderna seine erste eigene klassische Komposition, die „Suite Concertante für Klavier und 14 Instrumente“. Mit seiner vielseitigen musikalischen Begabung und dem klassischen Musik-Repertoire im Gepäck wurde er 1959 Mitarbeiter am „Centre National de la Recherche Scientifique“ bei der Transkription von Lautentabulaturen für das Corpus des luthistes francais.
1960 lernte Jansen den Regisseur Claude Chabrol kennen, und es begann eine über 30-jährige gemeinsame fruchtbare filmmusikalische Zusammenarbeit. Es entstanden viele Klassiker des französischen Films, häufig mit einem eingespielten Schauspieler-Ensemble wie Serge Bento, Stéphane Audran und Jean Yanne in Filmen wie: 1962: Der Frauenmörder von Paris; 1968: Zwei Freundinnen; 1968: Die untreue Frau; 1970: Der Schlachter; 1973: Blutige Hochzeit; 1975: Die Unschuldigen mit den schmutzigen Händen oder 1978: Blutsverwandte
Nach 1982 wurde die musikalische Zusammenarbeit von Chabrols Sohn Matthieu Chabrol bis zum Tod des Vaters weitergeführt.
Seit Beginn der 90er Jahre nahm Pierre Jansen nur noch sporadisch Filmmusikaufträge an, stattdessen unterrichtete er an Musikschulen selbst Kompositionslehre, zum Beispiel am Pariser Konservatorium. In der Hauptsache konzentrierte sich Jansen aber auf seine eigenen Kompositionen klassischer Musik.

## Filmografie (Auswahl)
| - 1960: Die Unbefriedigten (Les bonnes femmes) - 1960: Speisekarte der Liebe (Les Godelureaux) - 1961: Die sieben Todsünden (Les sept péchés capitaux) (Episode „L’avarice“) - 1962: Das Auge des Bösen (L'Œil du Malin) - 1962: Der Frauenmörder von Paris (Landru) - 1963: Ophélia (Ophélia) - 1964: Die Frauen sind an allem schuld (Les Plus belles escroqueries du monde) (Episode: „L’homme qui vendit la Tour Eiffel“) - 1964: Der Tiger liebt nur frisches Fleisch (Le Tigre aime la chair fraîche) - 1965: Die 317. Sektion (La 317e section) - 1965: M.C. contra Dr. KHA (Marie-Chantal contre le docteur Kha) - 1966: Paras – Goldraub in der Luft (Objectif: 500 millions) - 1966: Die Demarkationslinie (La ligne de démarcation) - 1966: Champagner-Mörder (Le scandale) - 1967: Die Straße von Korinth (La route de Corinthe) - 1968: Zwei Freundinnen (Les biches) - 1968: Flammen auf der Adria (Flammes sur l'Adriatique) - 1968: Die untreue Frau (La femme infidèle) - 1969: Das Biest muß sterben (Que la bête meure) - 1970: Der Schlachter (Le boucher) - 1970: Der Riß (La rupture) - 1971: Vor Einbruch der Nacht (Juste avant la nuit) - 1971: Le Sauveur | - 1971: Der zehnte Tag (La décade prodigieuse) - 1972: Der Halunke (Docteur Popaul) - 1973: Blutige Hochzeit (Les noces rouges) - 1974: Ein lustiges Leben (Une partie de plaisir) - 1974: Nada - 1974: Zum Abschied Chrysanthemen - 1974: Der Schrei des Herzens (Le cri du coeur) - 1975: Die Unschuldigen mit den schmutzigen Händen (Les innocents aux mains sales) - 1976: Beiß nicht, man liebt dich (Mords pas, on t'aime) - 1976: Die Nacht aus Gold (Nuit d'or) - 1977: Alice (Alice ou la dernière fugue) - 1977: Die Spitzenklöpplerin (La dentellière) - 1977: Lautlose Angst (L’état sauvage) - 1978: Blutsverwandte (Les liens de sang) - 1979: Violette Nozière - 1980: Traumpferd (Le cheval d’orgueil) - 1981: Die Wahlverwandtschaften (Les affinités électives) (TV) - 1981: Ein kleines Paradies (Un petit paradis, TV) - 1981: Am Ende ist alles vergessen (T'es grand et puis t'oublies, TV) - 1982: Der große Bruder (Le grand frère) - 1989: Der Tanz des Skorpions (La danse du scorpion, TV) - 1995: Die Stimme des Blutes (L'enfant en héritage, TV) |

## Diskographische Hinweise
- (La Croisade Des Enfants): Milan (1988)
- (Les Plus Belles Musiques Des Films De Romy Schneider): Milan (1988)
- (Pierre Jansen – Claude Chabrol – Musiques de Films): Milan (1989)
- (Film Music Collection Nouvelle Vague!): Hortensia (1991)
- (Soundtracks Made In France): CAM (1996)
- (Godard, Truffaut, Chabrol Et Les Autres/La Nouvelle Vague): Milan (1995)
- (Bandes Originales Des Films de Claude Chabrol): Universal Music (2002)
- (Les Biches): Saimel Club (2012)

## Werkverzeichnis
Für Orchester:
- Suite en duo pour piano et orchestre (Orchesterfassung der Suite pour deux pianos) (1987)
- Eloge de la consonance (1989)
- Litanie pour un éden (1993)
- Une symphonie (1995)
- L’an deux mille, la fin d’un millénaire pour chœur et orchestre (1999)
- Concerto pour piano et orchestre (2006)

Für Klavier:
- Douze pièces pour piano
- Divertissement à quatre mains
- Suite pour deux pianos (1983)
- Première sonate (1983)
- Deuxième sonate (1986–1989)

Kammermusik:
- Sonatine pour violon et piano (1977)
- Premier quatuor à cordes (1980)
- Fantaisie toccata et rondes pour violoncelle et piano (1981)
- Deuxième quatuor à cordes (1991)
- Trio pour piano violon et violoncelle (2000)
- Vagabondages pour flûte (ut et sol) et piano (2007)
- Quelques fragments enchaînés pour clarinette basse et harpe
- Sonate pour violon et piano (2011)

Verschiedenes:
- Sphène pour quintette de harpes (1971)
- Les arborescences pour quintette de cuivres
- Concert en quintette pour clarinette, violon, violoncelle et piano (1993)
- Rétro-voyage pour flûte saxo alto, harpe, violon, violoncelle, célesta et piano
- Burlesque. Pour flûte, clarinette basse, piston, trombone, percussions, piano, violon et contrebasse.
- Processional. Pour Trompette en ut et Orgue (1997)

Komposition für Stimme:
- Six poèmes tirés d’Epigrammes de Paul Verlaine pour baryton et piano.
- Quatre-Temps. Pour contre-alto, récitant et piano (es gibt ebenfalls eine Orchesterfassung)

## Preisverleihungen
- 1979: Nominierung für den César für die Beste Musik für einen Französischen Film Violette Nozière von Claude Chabrol[3]